# I 500 migliori film della storia secondo Empire

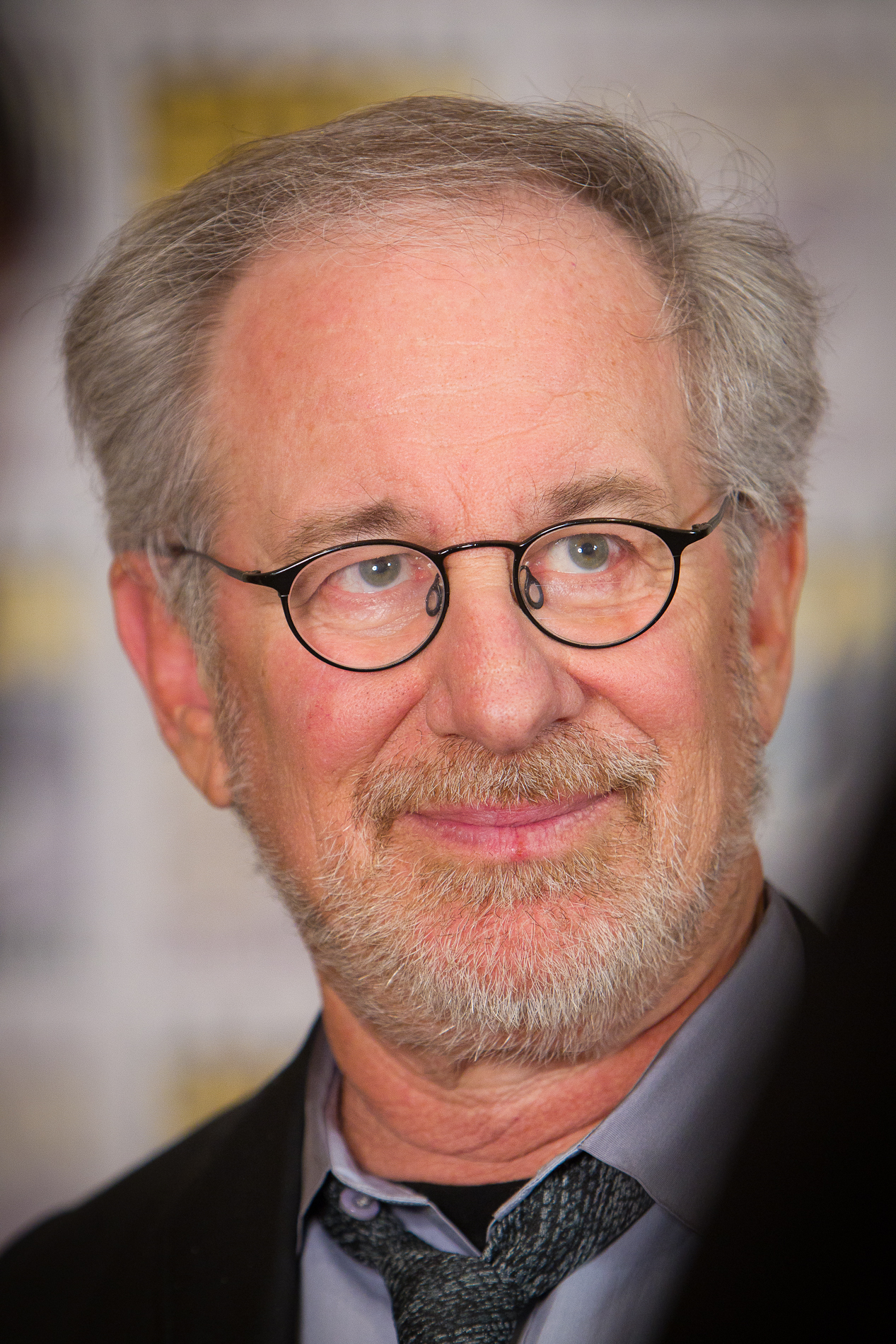
Steven Spielberg, il regista con il maggior numero di film nella lista

La lista dei 500 migliori film della storia è una classifica redatta nel 2008 dalla rivista britannica Empire.
Le votazioni sono state fatte da 10 000 utenti del giornale, 100 esperti hollywoodiani e da 50 critici cinematografici mondiali sotto la supervisione di registi cult come Quentin Tarantino e Mike Leigh.

## Composizione
La classifica si presenta molto eterogenea in quanto composta da film provenienti da tutto il mondo (per la maggior parte da Stati Uniti, Regno Unito, Francia, Italia e Giappone), di tutti i generi e di ogni epoca (il più vecchio, Rapacità di Erich von Stroheim, risale al 1924, mentre quello più recente, Il cavaliere oscuro di Christopher Nolan, è del luglio 2008). Sono presenti anche lungometraggi d'animazione, molti dei quali appartengono alle case di produzione della Pixar, della Disney e dello Studio Ghibli.
Steven Spielberg, con undici film, è il regista più rappresentato in tutta la classifica; lo seguono Martin Scorsese (otto), Alfred Hitchcock e Stanley Kubrick (sette), Akira Kurosawa, Woody Allen e Billy Wilder (sei), Peter Jackson, Quentin Tarantino, Tim Burton, Brian De Palma, Francis Ford Coppola, la coppia Michael Powell/Emeric Pressburger e i fratelli Coen (cinque).

## La lista
Di seguito sono riportati i primi 50 film elencati nella lista.
|    | Titolo                                                                                 | Anno | Regista                                |
| -- | -------------------------------------------------------------------------------------- | ---- | -------------------------------------- |
| 1  | Il padrino                                                                             | 1972 | Francis Ford Coppola                   |
| 2  | I predatori dell'arca perduta                                                          | 1981 | Steven Spielberg                       |
| 3  | L'Impero colpisce ancora                                                               | 1980 | Irvin Kershner                         |
| 4  | Le ali della libertà                                                                   | 1994 | Frank Darabont                         |
| 5  | Lo squalo                                                                              | 1975 | Steven Spielberg                       |
| 6  | Quei bravi ragazzi                                                                     | 1990 | Martin Scorsese                        |
| 7  | Apocalypse Now                                                                         | 1979 | Francis Ford Coppola                   |
| 8  | Cantando sotto la pioggia                                                              | 1952 | Stanley Donen e Gene Kelly             |
| 9  | Pulp Fiction                                                                           | 1994 | Quentin Tarantino                      |
| 10 | Fight Club                                                                             | 1999 | David Fincher                          |
| 11 | Toro scatenato                                                                         | 1980 | Martin Scorsese                        |
| 12 | L'appartamento                                                                         | 1960 | Billy Wilder                           |
| 13 | Chinatown                                                                              | 1974 | Roman Polański                         |
| 14 | C'era una volta il West                                                                | 1968 | Sergio Leone                           |
| 15 | Il cavaliere oscuro                                                                    | 2008 | Christopher Nolan                      |
| 16 | 2001: Odissea nello spazio                                                             | 1968 | Stanley Kubrick                        |
| 17 | Taxi Driver                                                                            | 1976 | Martin Scorsese                        |
| 18 | Casablanca                                                                             | 1942 | Michael Curtiz                         |
| 19 | Il padrino - Parte II                                                                  | 1974 | Francis Ford Coppola                   |
| 20 | Blade Runner                                                                           | 1982 | Ridley Scott                           |
| 21 | Il terzo uomo                                                                          | 1949 | Carol Reed                             |
| 22 | Guerre stellari                                                                        | 1977 | George Lucas                           |
| 23 | Ritorno al futuro                                                                      | 1985 | Robert Zemeckis                        |
| 24 | Il Signore degli Anelli - La Compagnia dell'Anello                                     | 2001 | Peter Jackson                          |
| 25 | Il buono, il brutto, il cattivo                                                        | 1966 | Sergio Leone                           |
| 26 | Il dottor Stranamore - Ovvero: come ho imparato a non preoccuparmi e ad amare la bomba | 1964 | Stanley Kubrick                        |
| 27 | A qualcuno piace caldo                                                                 | 1959 | Billy Wilder                           |
| 28 | Quarto potere                                                                          | 1941 | Orson Welles                           |
| 29 | Trappola di cristallo                                                                  | 1988 | John McTiernan                         |
| 30 | Aliens - Scontro finale                                                                | 1986 | James Cameron                          |
| 31 | Via col vento                                                                          | 1939 | Victor Fleming, George Cukor, Sam Wood |
| 32 | Butch Cassidy                                                                          | 1969 | George Roy Hill                        |
| 33 | Alien                                                                                  | 1979 | Ridley Scott                           |
| 34 | Il Signore degli Anelli - Il ritorno del re                                            | 2003 | Peter Jackson                          |
| 35 | Terminator 2 - Il giorno del giudizio                                                  | 1991 | James Cameron                          |
| 36 | Andrej Rublëv                                                                          | 1969 | Andrej Tarkovskij                      |
| 37 | Arancia meccanica                                                                      | 1971 | Stanley Kubrick                        |
| 38 | Heat - La sfida                                                                        | 1995 | Michael Mann                           |
| 39 | Matrix                                                                                 | 1999 | Lana e Lilly Wachowski                 |
| 40 | La donna che visse due volte                                                           | 1958 | Alfred Hitchcock                       |
| 41 | I 400 colpi                                                                            | 1959 | François Truffaut                      |
| 42 | Sangue blu                                                                             | 1949 | Robert Hamer                           |
| 43 | Il grande Lebowski                                                                     | 1998 | Joel ed Ethan Coen                     |
| 44 | Schindler's List - La lista di Schindler                                               | 1993 | Steven Spielberg                       |
| 45 | Psyco                                                                                  | 1960 | Alfred Hitchcock                       |
| 46 | Fronte del porto                                                                       | 1954 | Elia Kazan                             |
| 47 | E.T. l'extra-terrestre                                                                 | 1982 | Steven Spielberg                       |
| 48 | This Is Spinal Tap                                                                     | 1984 | Rob Reiner                             |
| 49 | La casa 2                                                                              | 1987 | Sam Raimi                              |
| 50 | I sette samurai                                                                        | 1954 | Akira Kurosawa                         |